# Globularia orientalis
Globularia orientalis — вид квіткових рослин із родини подорожникових (Plantaginaceae).

## Біоморфологічна характеристика
Подушкотвірна багаторічна гола рослина з дуже розгалуженим кореневищем, що має численні розеткові листки та квіткові стебла 18–28 см. Прикореневі листки еліптично-лопатоподібні, загострені, краї хвилясті; стеблові листки кілька, лінійні. Квіткова голова 5–8 мм у діаметрі, 6–12 на стебло. Віночок розділений до половини. Квіти сині.

## Середовище проживання
Ендемік південної й центральної Анатолії, Туреччина, а також Лівану й Сирії.
Населяє мергелисті та глинисті схили, чагарники, крейдяні горби та степ, на висотах 600–1200 метрів.